# Bastardiastrum hirsutiflorum
Bastardiastrum hirsutiflorum är en malvaväxtart som först beskrevs av Karel Bořivoj Presl, och fick sitt nu gällande namn av D.M. Bates. Bastardiastrum hirsutiflorum ingår i släktet Bastardiastrum och familjen malvaväxter. Inga underarter finns listade i Catalogue of Life.